# Stazione di Tarsia
La stazione di Tarsia è una fermata ferroviaria posta a 74 metri s.l.m. sulla linea Sibari-Cosenza. Serve il centro abitato di Tarsia ma ricade nel territorio del Comune di Roggiano Gravina. Nata come stazione è stata declassata a fermata nell'ambito dei lavori di velocizzazione della linea.